# Сан-Марино на літніх Олімпійських іграх 1960
Сан-Марино брало участь у Літніх Олімпійських іграх 1960 року у Римі (Італія), але не завоювало жодної медалі.

## Результати змагань

### Велоспорт
- Сальваторе Палмуччі
Шосейні перегони: 40 місце
100 км командна гонка переслідування: ??

- Доменіко Чеччетті
Шосейні перегони: ??
100 км командна гонка переслідування: ??

- Санте Кіаччі
Шосейні перегони: ??
100 км командна гонка переслідування: ??

- Віто Корбеллі
Шосейні перегони: ??
100 км командна гонка переслідування: ??

### Боротьба
- Вітторіо Манчіні
Вільна боротьба, найлегша вага: 16 місце

### Стрільба
- Арольдо Касалі
Пістолет: 64 місце

- Спартако Чезаретті
Пістолет: 65 місце

- Лео Франчіозі
Трап: 24 місце

- Гульєльмо Джузті
Трап: вибув зі змагання у кваліфікації